# Рубаное
Рубаное (бел. Рубанае; до 1935 года Кустарь) — упразднённый посёлок в Болотнянском сельсовете Рогачёвского района Гомельской области Белоруссии.

## География

### Расположение
В 42 км на северо-восток от районного центра и железнодорожной станции Рогачёв (на линии Могилёв — Жлобин), 104 км от Гомеля.

### Гидрография
На востоке и севере мелиоративные каналы.

## Транспортная сеть
Транспортные связи по просёлочной, затем автомобильной дороге Довск — Славгород). Застройка деревянная, усадебного типа.

## История
Основан в начале 1920-х годов на бывших помещичьих землях переселенцами из соседних деревень. В 1932 году жители вступили в колхоз. Во время Великой Отечественной войны 17 жителей погибли на фронте. Согласно переписи 1959 года в составе колхоза имени В. И. Ленина (центр — деревня Болотня).
28 января 2015 года упразднён посёлок Рубаное.

## Население

### Численность
- 2004 год — 4 хозяйства, 5 жителей.

### Динамика
- 1959 год — 124 жителя (согласно переписи).
- 2004 год — 4 хозяйства, 5 жителей.